# 프리스테이트주

프리스테이트 주의 위치

프리스테이트주(영어: Free State Province, 아프리칸스어: Provinsie Vrystaat)는 남아프리카 공화국 중부에 위치한 주로, 주도는 블룸폰테인이다. 면적은 129,480km2로 남아프리카 공화국에서 세 번째로 넓다. 인구는 2007년 2,773,059명, 인구밀도는 21.4명/km2이다. 고도는 3,291m이며, 레소토와 국경을 접한다.

## 개요
1995년 이전에는 오렌지 자유국주로 불렸다.
- 1854년 2월 17일, 영국에서 쫓겨난 네덜란드계의 보어인(아프리카너)가 오렌지 자유국으로 독립국가를 건설하였다.
- 1902년, 영국이 제2차 보어 전쟁 도중에 오렌지 자유국을 점령하면서 오렌지강 식민지가 형성되었다.
- 1910년, 남아프리카 연방으로 통합되어 오렌지 자유국주가 된다. 연방 국기에는 종주국 영국과 마찬가지로 연방으로 통합되었던 트란스발 공화국 등과 함께, 오렌지 자유국의 국기도 갖추어져 그려졌다.
- 1961년, 영국 연방을 탈퇴하고 남아프리카 연방에서 남아프리카 공화국으로 명칭을 변경하였다.
- 1994년 4월 26일, 남아프리카 공화국의 국기가 변경되어 이전 오렌지 자유국의 국기도 소멸하였다.
- 1995년 6월, 주의 이름이 프리스테이트주로 변경되었다.

## 인구

### 언어

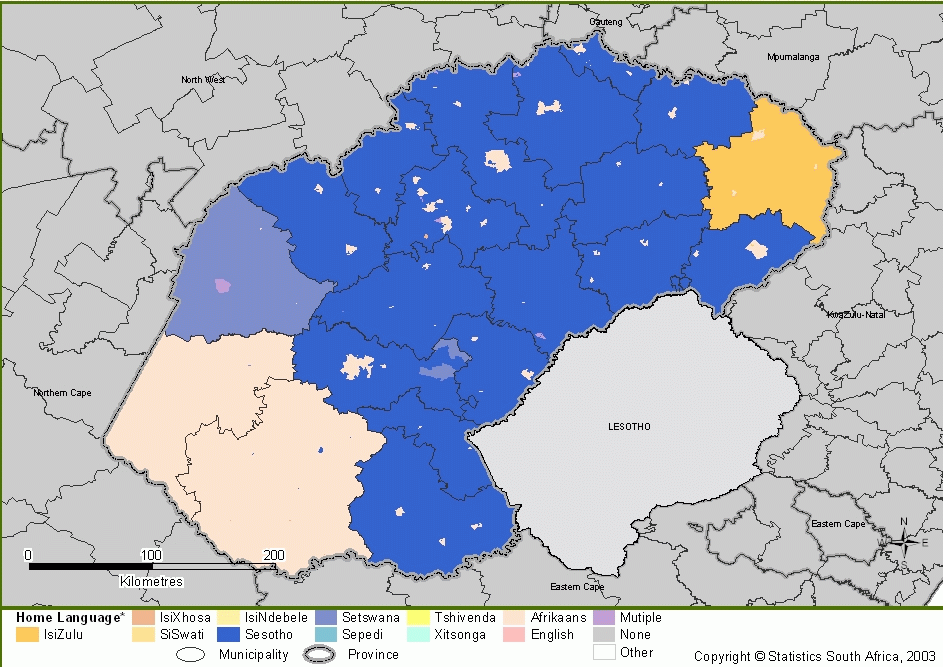
프리스테이트 주의 언어

2011년 기준 소토어 사용 인구가 64%, 아프리칸스어 사용 인구가 13%, 코사어 사용 인구가 8%였다.

### 인구
2011년 기준 흑인이 88% 백인이 9%, 컬러드가 3%였다.

## 지리
남아프리카 공화국의 중앙부에 위치한 내륙 주로, 주의 대표적인 하천인 오렌지강이 흐른다.

## 지역 구분
5개 행정구(District)와 그 안에 20개 지방 자치체(Municipality)가 있다. 이 중 한 곳은 도시형 지방 자치체(Metropolitan Municipality)이다.
- Mangaung Metropolitan Municipality
- Xhariep District: Letsemeng, Kopanong, Mohokare, Naledi
- Lejweleputswa District: Masilonyana, Tokologo, Tswelopele, Matjhabeng, Nala
- Thabo Mofutsanyana District: Setsoto, Dihlabeng, Nketoana, Maluti-a-Phofung, Phumelela, Mantsopa
- Fezile Dabi District: Moqhaka, Ngwathe, Metsimaholo, Mafube